# Starominskij rajon
Lo Starominskij rajon (in russo Староминский район?) è un rajon del Kraj di Krasnodar, nella Russia europea.